# Európai Állatkertek és Akváriumok Szövetsége
Az Európai Állatkertek és Akváriumok Szövetsége (European Association of Zoos and Aquaria, EAZA) egy az európai állatkerteket és akváriumokat tömörítő szervezet.

## Bemutatása
Minden olyan állatkertnek és akváriumnak lehetősége van tagként csatlakozni az EAZA-hoz, akik elfogadják és betartják a szövetség által megkövetelt magas színvonalat az állatok tartása, szállítása és a látogatók oktatása terén.
Az EAZA-nak a legfőbb feladata, hogy segítse az állatkerteket és akváriumokat a "tudományosan megalapozott, koordinált tenyésztési programokban országos, európai és globális szinten".
A szövetség fontos területe az oktatás; minden tagintézménynek vállalnia kell, hogy oktatóprogramokról gondoskodik.

## Tenyészprogramok, törzskönyvek
A fajmegőrzési programok célja a veszélyeztetett fajok állatkertekben történő megőrzése. A programoknak Európában két szintje létezik:
- Európai Fajmegőrzési Tenyészprogram (European Endangered Species Programme, EEP)
- Európai Törzskönyvi Program (European Studbook, ESB).

Az EEP célja a veszélyeztetett fajok tenyésztésének koordinálása. A tenyésztési program élén álló koordinátor gyűjti össze az adott faj Európában élő egyedeinek információit, és ez alapján törzskönyvet vezet; ez alapján határozza meg, hogy mely egyedeket kell szaporítani ahhoz, hogy az állatkerti állomány megőrizze a genetikai sokszínűségét. Jellemzően azoknak az állatfajok EEP-sek, melyek a vadonban veszélyeztetettek, de állatkertekben él egy nagyobb populációjuk.
Az ESB célja hasonló, de a törzskönyvezés alacsonyabb intenzitású.
Az utóbbi időkben az EAZA új típusú tenyészprogramokat kezdett bevezetni, amelynek lényege, hogy az ESB megszűnik, az összes törzskönyvezett faj EEP-s lesz.

## Tagsága
Az alábbi országokból található állatkert vagy akvárium az EAZA-tagok között: Ausztria, Belgium, Csehország, Dánia, Egyesült Arab Emírségek, Egyesült Királyság, Észtország, Finnország, Franciaország, Görögország, Hollandia, Horvátország, Izland, Izrael, Lengyelország. Lettország, Lettország, Kazahsztán, Kuvait, Magyarország, Németország, Norvégia, Olaszország, Oroszország, Portugália, Spanyolország, Svájc, Svédország, Szlovákia, Szlovénia, Törökország, és Ukrajna

## Az EAZA magyar tagjai
Magyarország állatkertjei közül jelenleg 8 teljes jogú tagja van az EAZA-nak:
- Fővárosi Állat- és Növénykert
- Jászberényi Állat- és Növénykert
- Kittenberger Kálmán Növény- és Vadaspark
- Nagyerdei Kultúrpark
- Nyíregyházi Állatpark
- Pécsi Állatkert és Akvárium-Terrárium
- Szegedi Vadaspark
- Xantus János Állatkert

2024-ben tagjelölti státuszt kapott a Miskolci Állatkert.